# Phú Thọ (thị xã)
Phú Thọ is een thị xã in de Vietnamese provincie Phú Thọ. De stad heeft een oppervlakte van ongeveer 64 km². Ze had in 2003 volgens een destijds gehouden telling 63.333 inwoners; in 2009 68.392 inwoners.